# Олег Святославич
Оле́г Святосла́вич («Гориславич»), в крещении Михаил (? — 1 августа 1115) — князь Волынский (1073—1078), Тмутараканский (с 1083), Черниговский (1094, 1097), Новгород-Северский (1097—1115). Четвёртый сын князя Святослава Ярославича от первого брака.
Активный участник княжеских междоусобиц на Руси. После смерти своего отца, Святослава, сражался за Чернигов, затем несколько лет провёл в ссылке в Византии. После возвращения на Русь длительное время правил в Тмутаракани, в 1094 году вновь захватил Чернигов. В кровавой междоусобице долгое время воевал с Владимиром Мономахом и его сыновьями. Несмотря на ряд тактических поражений, по результатам Любечского съезда получил владение в Новгороде-Северском, а его братья Давыд и Ярослав — в Чернигове и Муроме.
За Олегом Святославичем закрепилось прозвище «Гориславич». Его потомки в летописях и историографии именуются Ольговичами.

## Биография

### Ранние годы
Олег Святославич был одним из младших сыновей Святослава Ярославича, князя Черниговского, и его первой жены Киликии. В крещении получил имя "Михаил". Его точная дата рождения неизвестна. В период великого княжения своего отца был наместником на Волыни, правил во Владимире-Волынском. В 1076 году во время борьбы между Изяславом и Святославом Ярославичами Олег со своим двоюродным братом Владимиром ходил помогать польскому королю Болеславу Смелому в его борьбе с чешским князем Вратиславом II, союзником германского императора Генриха IV, к которому обратился за помощью изгнанный Изяслав. По Василию Татищеву, когда разбитые русскими и польскими дружинами чехи попытались заключить мир, предлагая 1000 гривен серебра, русские князья, несмотря на очевидное желание Болеслава закончить войну, отказались мириться, сославшись на то, что надо «взять свою честь». Князья, не собираясь возвращаться домой с пустыми руками и получив, вероятно, лишь малую часть из 1000 гривен серебра, уплаченных чехами Болеславу, в течение четырёх месяцев опустошали чешскую землю. Затем, получив ещё 1000 гривен серебра, уплаченных Вратиславом II, и поделив их среди своих воинов, Владимир и Олег вернулись на Русь.
Историки отмечают, что во время правления на Волыни у Олега Святославича сложились хорошие отношения с Владимиром Мономахом. Олег стал крёстным отцом двух старших сыновей Владимира — Мстислава и Изяслава.

### Борьба с дядьями
27 декабря 1076 года скончался отец Олега, князь Святослав Ярославич. При поддержке польского короля Болеслава II на киевский стол вернулся Изяслав Ярославич. Его брат Всеволод Ярославич не стал оспаривать у него княжение и, по договору с ним, вдобавок к своим владениям получил Чернигов. Олег Святославич был выведен из Владимира-Волынского и в 1077—1078 годах жил при дворе Всеволода в Чернигове. В «Поучении» Владимир Мономах писал:
И снова из Смоленска пришёл к отцу в Чернигов. И Олег пришёл, выведенный из Владимира. И позвал его к себе на обед, с отцом, в Чернигове, на Красном дворе, и дал отцу 300 гривен золота.
По одной из версий, эту значительную сумму Владимир заплатил своему отцу, чтобы примирить его с Олегом Святославичем и гарантировать лояльность последнего. Однако Олег, так и не получив от Изяслава и Всеволода Ярославичей какого-либо удела, положенного по лествичному праву, решил силой отвоевать себе княжение и в апреле 1078 года бежал в Тмутаракань. Там в это время находились его брат Роман и двоюродный брат Борис Вячеславич, также оставшийся без удела на Руси. Олегу удалось договориться с Борисом о совместных действиях против Изяслава и Всеволода. Не располагая собственными силами для противостояния могущественным князьям, они решили нанять половцев. Главный удар они нанесли по Чернигову. Для Олега Чернигов был городом, где он родился и где во время «триумвирата Ярославичей» правил его отец. Но и Всеволод считал, что этот город должен принадлежать ему по праву старшинства, так как он, уступив Киев Изяславу, ушел в княжество, которым в период «триумвирата» правил Святослав. 25 августа 1078 года в битве на реке Сожице (Оржице) войска Всеволода были разбиты, и Олег с Борисом вошли в Чернигов.

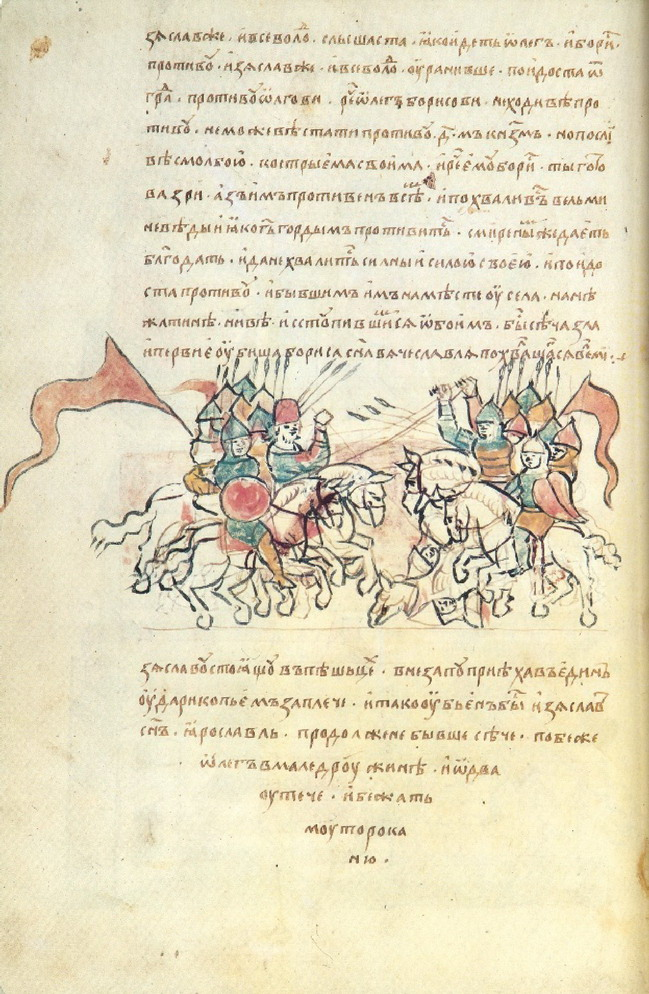
Страница Радзивилловской летописи с иллюстрацией и описанием битвы на Нежатиной Ниве

На помощь Всеволоду пришёл его сын Владимир, с боем прорвавшийся в Переяславль через половецкие войска. После прибытия сына Всеволод отправился в Киев, где попросил выступить на Чернигов Изяслава и его сына Ярополка. Объединённое войско четырёх князей подошло к городу в момент, когда в нём отсутствовали Олег Святославич и Борис Вячеславич. Жители Чернигова отказались открыть ворота и после штурма отступили в городской детинец. После этого осаждавшие город князья получили весть, что на выручку черниговцам спешат Олег и Борис со своими войсками. Осада была снята, рати Изяслава, Всеволода их сыновей двинулись навстречу противникам. Они встретились 3 октября 1078 года у села Нежатина Нива.

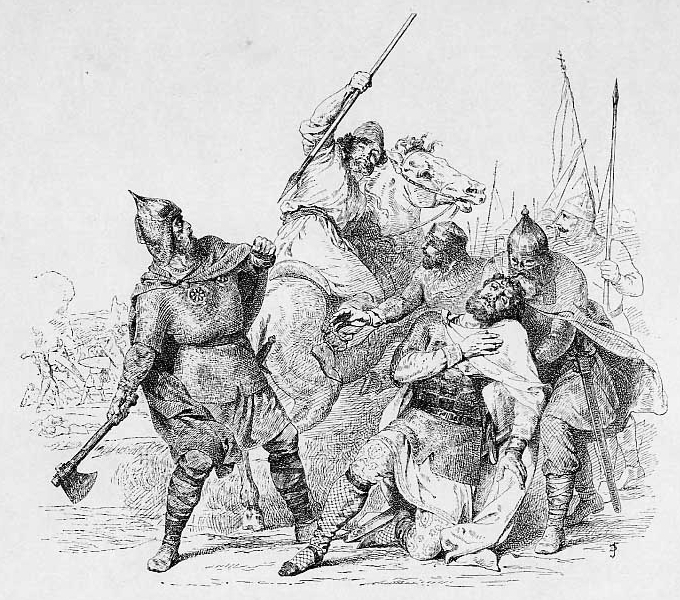
Гибель Изяслава Ярославича в битве на Нежатиной Ниве. Рисунок Василия Верещагина

Увидев вражескую рать, Олег сказал Борису: «Не пойдем против них, не можем мы противостоять четырём князьям, но пошлем с смирением к дядьям своим». Однако Борис отверг мирные инициативы Олега, ответив: «Смотри, я готов и стану против всех». В последовавшем за этим сражении их войска были разбиты, Борис погиб в сражении. Пал и Изяслав Ярославич, убитый копьём. Олег с остатками дружины бежал в Тмутаракань. Всеволод Ярославич после гибели брата стал великим князем киевским, Чернигов он отдал своему сыну Владимиру, сохранившему за собой и Смоленск, а Переяславль — сыну Ростиславу.
В 1079 году брат Олега Роман Святославич во главе половецких войск вторгся на Русь. У Переяславля Всеволод Ярославич заключил с половцами мир, и на обратном пути в степь те убили Романа. Самого Олега в том же году схватили лица, названные в летописи «хазарами» и отвезли в Константинополь. По мнению некоторых историков, их действия были согласованы с Всеволодом, который прислал в Тмутаракань посадника Ратибора. Другие исследователи отрицают участие Всеволода в этих событиях, поскольку в летописях нет соответствующих сведений.

### Изгнание и возвращение на Русь
В Византии на момент прибытия Олега Святославича правил император Никифор III Вотаниат. По версии Геннадия Литаврина, Олег сразу был сослан на Родос. По версии Сергея Цветкова, это случилось только после того, как в 1079 или 1080 году в Константинополе произошел бунт варяжской гвардии, значительную часть которой составляли воины из Руси. Неизвестно, принимал ли Олег в нём участие, но, возможно, эти события и стали причиной его ссылки на Родос. В мае 1081 года Алексей I Комнин совершил переворот и сверг Никифора III. По предположению ряда историков, Алексей I вернул Олега в столицу, женил на знатной гречанке Феофано Музалон и помог ему вернуться на Русь. В то же время некоторые историки отрицают брак Олега с Феофано Музалон. В сопровождении византийского флота Олег прибыл в Тмутаракань, где встретил ранее завладевших городом двоюродного брата Давыда Игоревича и двоюродного племянника Володаря Ростиславича. Олег изгнал их из Тмутаракани, а хазар, выдавших его Византии, казнил.
Некоторые историки предположили, что император Алексей I Комнин, который вскоре после прихода к власти начал возрождать военную мощь Византии, нуждался в источниках нефти, используемой при создании «греческого огня». Из-за наступления турок-сельджуков сирийские и кавказские нефтяные месторождения оказались недоступными для византийцев. Поэтому, помогая Олегу закрепиться в Тмутаракани, Алексей I получил новый маршрут доставки нефти в империю. Литаврин отмечал, что во время археологических раскопок на месте Тмутаракани и в устье Дона было обнаружено большое количество амфор, использовавшихся для транспортировки нефти. Предположительно, Олег признал также сюзеренитет византийцев над Тмутараканью.

### Война с Владимиром Мономахом и Любечский съезд
Закрепившийся в Тмутаракани Олег Святославич на протяжении нескольких лет не упоминается в летописях. Это позволило некоторым историкам предположить, что он примирился с Всеволодом Ярославичем. По мнению Петра Голубовского, в этот период Олег копил силы для дальнейшей борьбы. Уже во время болезни Всеволода в 1092 году половцы начали наступление на Русь по обоим берегам Днепра и взяли три города. Всеволод умер 13 апреля 1093 года. Его сын Владимир Мономах уступил киевское княжению двоюродному брату Святополку Изяславичу. 26 мая 1093 года в битве на реке Стугне у Треполя войска Владимира и Ростислава Всеволодовичей и Святополка Изяславича были разбиты, причём Ростислав Всеволодович во время отступления утонул в Стугне. 23 июля дружина Святополка была разбита в бою неподалёку от Киева.
Узнав об этих событиях, Олег Святославич в 1094 году заключил союз с половцами и вторгся во владения Владимира Мономаха. Целью похода был Чернигов. Не имевший достаточного количества войск Владимир Всеволодович укрылся за городскими стенами. Войска Олега разорили окрестности Чернигова и сожгли монастыри, множество людей погибло или было уведено в плен половцами. После восьми дней боёв за город Владимир Мономах согласился уйти в Переяславль. Вместе с Черниговом к Олегу отошли Рязанская и Муромская земли. Предположительно, Олег потребовал удела и для своего брата Давыда, который отправился на княжение в Новгород, а затем — в Смоленск.
«Повесть временных лет» так описала события в Черниговской земле после заключения мира между Олегом и Владимиром:
Половцы же начали воевать окрестности Чернигова, а Олег не возбранял им, ибо сам повелел им воевать. Это уже в третий раз привёл он поганых на землю Русскую, да простит ему Бог грех его, потому что много христиан загублено было, а другие в плен взяты и расточены по землям.
В 1095 году по приказу Владимира Всеволодовича в Переславле были убиты половецкие князья Итларь и Китан, пришедшие на переговоры. Затем Владимир Всеволодович и Святополк Изяславич совершили успешный поход на половцев. Перед этим они приглашали присоединиться к нему и Олега Святославича и просили его убить сына хана Итларя, который в тот момент находился в Чернигове. На обе просьбы Олег ответил отказом. В конце 1095 или начале 1096 года сын Владимира Всеволодовича Изяслав занял принадлежавший Олегу Святославичу Муром и пленил назначенного Олегом посадника.
В 1096 году Владимир Всеволодович и Святополк Изяславич пригласили Олега Святославича в Киев, чтобы «урядиться о земле русской пред епископами, игуменами, мужами отцов наших и людьми городскими», как на будущее время защищать русскую землю от половцев. Олег дал гордый ответ: «Не пойду на суд к епископам, игуменам да смердам». По данным Василия Татищева, Владимир и Святополк заранее решили выделить Олегу Муром, а Чернигов отдать его брату Давыду. Затем Владимир и Святополк обвинили Олега во враждебности и указали ему на тесные отношения с половцами, после чего объявили войну. Собрав войска, они двинулись на Чернигов. Олег Святославич отступил в Стародуб, куда вскоре подошли войска Владимира Всеволодовича и Святополка Изяславича. Осада продолжалась 33 дня, попытки штурма города были отбиты. В то время как киевские и переяславские рати осаждали Стародуб, во владения Владимира и Святополка вторглись половцы. В итоге князья вступили в переговоры. Олег пообещал уехать в Смоленск к брату Давыду и затем вместе с ним прибыть в Киев на княжеский съезд. В знак твёрдости намерений князья целовали крест. Сразу после Святополк и Владимир смогли нанести решительное поражение войску Тугоркана, причем погибли сам Тугоркан и его сын.

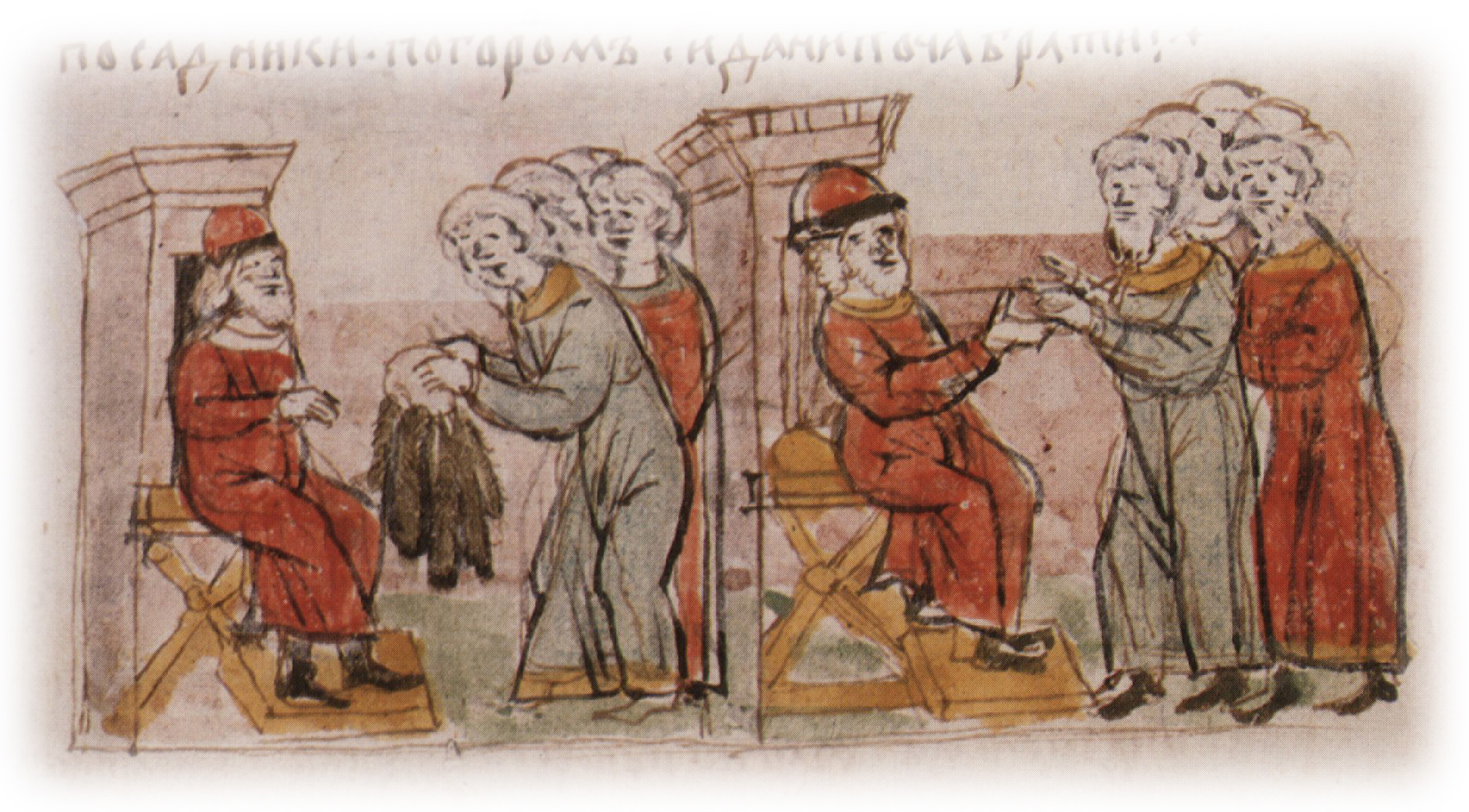
Вокняжение Олега Святославича Черниговского в Ростове; принесение Олегу дани с захваченных городов Муромской и Ростовской земель

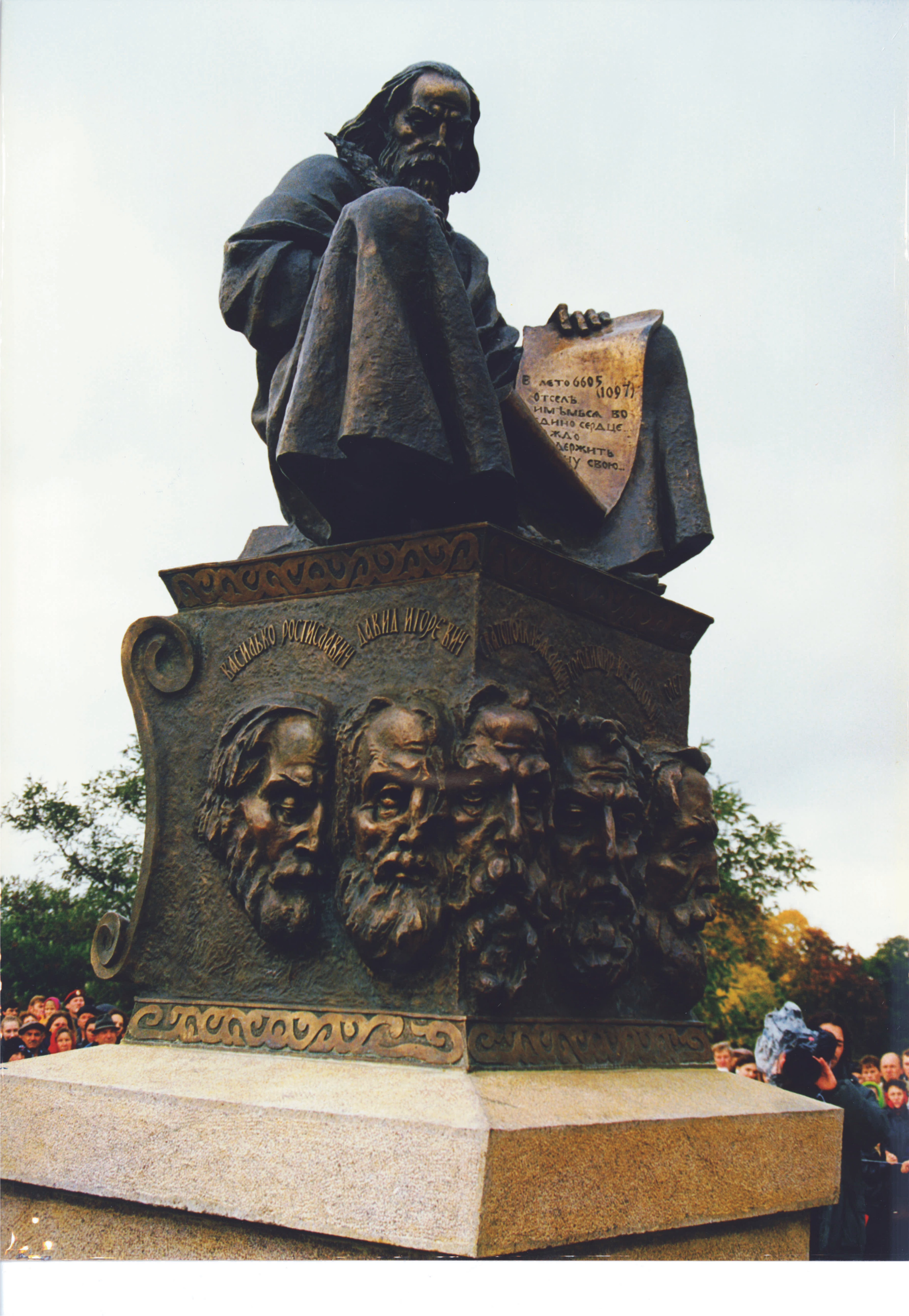
Г. А. Ершов. Изображение Олега Святославича среди князей на памятнике 900-летия съезда князей в Любече.

Олег Святославич прибыл в Смоленск, а оттуда двинулся на Муром. По одной из версий, с ним, кроме личной дружины, были и смоленские воины. Подойдя к Мурому, он потребовал от Изяслава Владимировича оставить город, который был им незаконно захвачен. Изяслав отказался выполнить требования Олега и, собрав войско, вышел на битву близ Мурома. В сражении его войска были разбиты, сам Изяслав погиб. Заняв Муром, Олег Святославич продолжил наступление на владения Владимира Всеволодовича в Северо-Восточной Руси и захватил также Суздаль и Ростов. Здесь к нему прибыл посланник от Мстислава Владимировича, княжившего в Новгороде, который предложил Олегу Святославичу оставить Ростов и Суздаль и обещал способствовать его примирению с Владимиром Всеволодовичем. Вскоре Олег получил и примирительное письмо от Владимира. Однако он отклонил мирную инициативы и двинулся в поход на Новгород, к нему присоединился и его младший брат Ярослав Святославич. Мстислав Владимирович собрал большое войско из новгородцев и пошёл навстречу Олегу и Ярославу Святославичам. Те отступили назад к Суздалю, где вновь получили от Мстислава предложение о мире. Демонстративно согласившись на примирение, Олег спустя несколько дней атаковал войско Мстислава, но был разбит и бежал в Рязань, откуда ушёл к половцам. Там он получил третье мирное предложение от Мстислава, который писал: «Не убегай никуда, но пошли к братии своей с мольбою не лишать тебя Русской земли. И я пошлю к отцу просить за тебя». В этот раз Олег согласился. Договор скрепили крестным целованием, Олег вернулся в Рязань, а Мстислав ушёл в Новгород.
В 1097 году Святополк Изяславич, Владимир Мономах, Давыд Игоревич, Василько Ростиславич, Давыд и Олег Святославичи съехались в Любече, в Черниговской земле, чтобы заключить мир. Князья договорились, что каждая линия княжеского рода отныне владеет своей вотчиной. За Святославичами закрепилось Черниговское княжество. Сам Чернигов был отдан во владение Давыду, Новгород-Северский — Олегу, а Ярославу — Рязань. При этом, по версии БРЭ, Святославичи лишались прав на Киев. Летопись так рассказывает о Любечском съезде:
Пришли Святополк, [и] Владимир, [и] Давыд Игоревич, и Василько Ростиславич, и Давыд Святославич, и брат его Олег и собрались в Любече для устроения мира. И так говорили между собой: «Зачем губим Русскую землю, сами между собой распри устраивая? А половцы землю нашу растаскивают и рады, что между нами войны. Да ныне отселе будем в одно сердце и будем блюсти Русскую землю. Каждый да держит отчину свою: Святополк — Киев, Изяславову; Владимир — Всеволодову; Давыд, и Олег, и Ярослав — Святославову; и те, кому раздал Всеволод города: Давыду — Владимир; Ростиславичам: Перемышль — Володарю, Теребовль — Васильку». И на том целовали крест: «Если отселе кто против кого будет, то пусть все мы против него будем и крест честной». Все сказали: «Да будет против него крест честной и вся земля Русская». И, целовавшись, пошли восвояси.

### Княжение в Новгороде-Северском

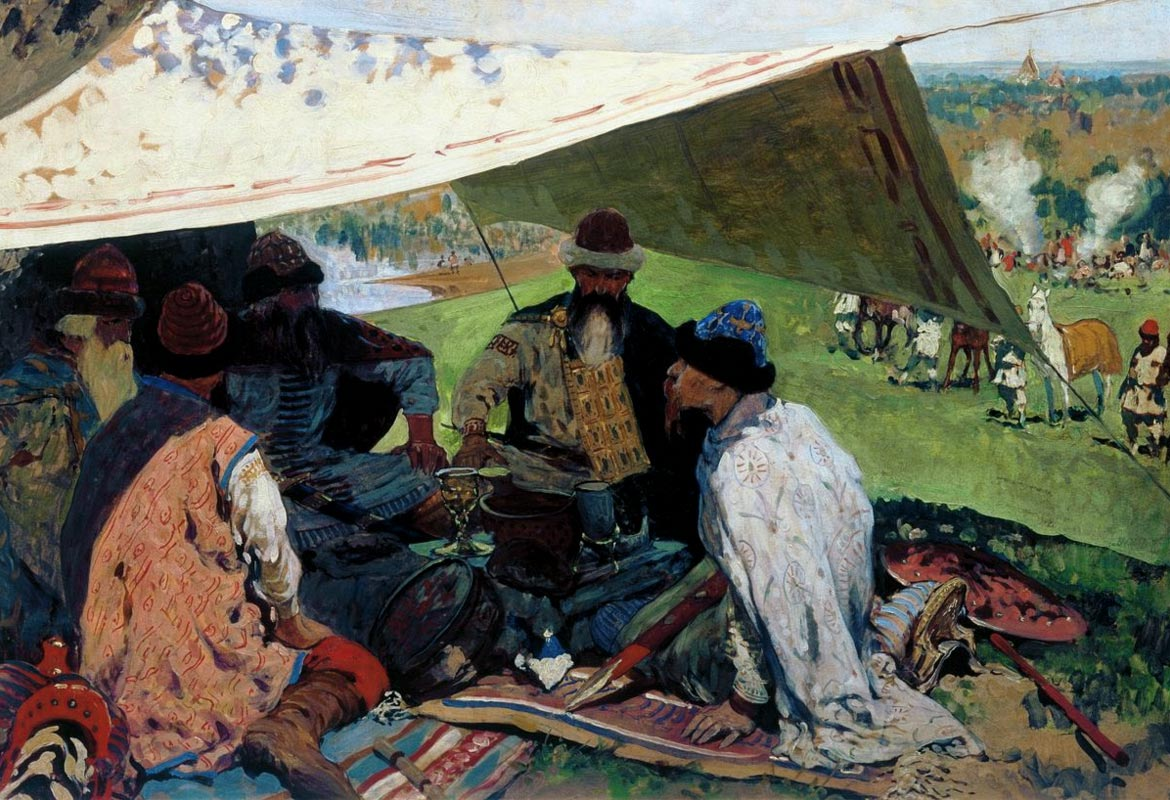
Сергей Иванов. Русские князья заключают мир в Уветичах

В 1098 году Олег участвовал также в княжеском съезде в Городце и в последующем походе на Святополка по обвинению его в союзе с Давыдом Игоревичем. В 1100 году он участвовал в съезде князей в Уветичах, осудившем Давыда, отнявшем у него Волынь и отдавшем её Святополку.

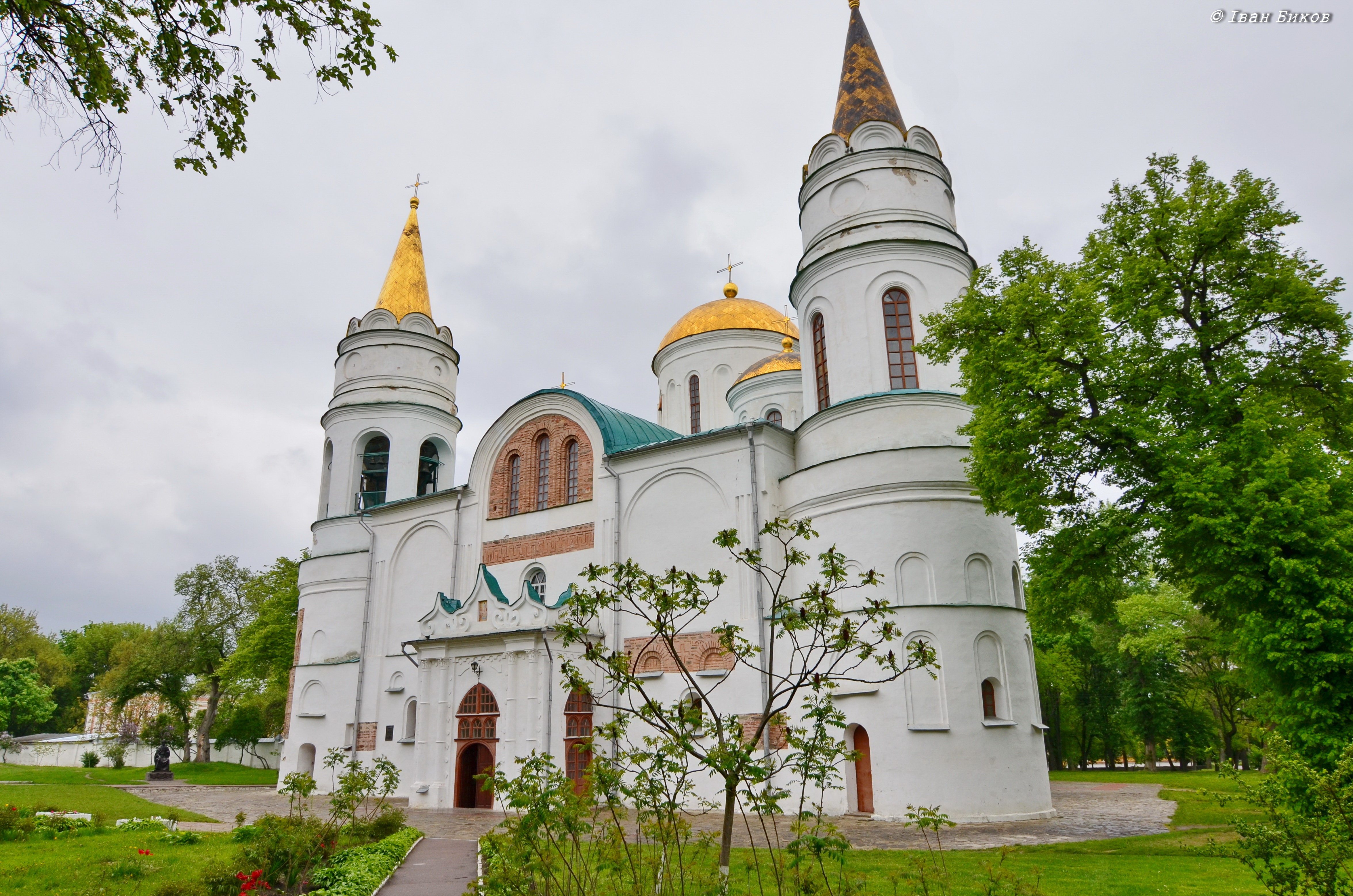
Спасо-Преображенский собор в Чернигове

Когда в 1101 году половцы предложили русским князьям мир, Олег, Давыд и Владимир Мономах на съезде у Сакова заключили с ними мирное соглашение, подтверждённое обменом заложниками. В 1103 году на Долобском съезде было принято решение о первом большом походе в степь против половцев, которые затем повторялись. Причём если Давыд активно участвовал в них, то Олег под разными предлогами в большей их части не принимал участия, набеги же отдельных половецких племён на свои границы он энергично отражал. Так, в 1107 году он вместе с другими князьями двинулся к Лубнам против половецкого хана Шарукана, осадившего город, и последний едва успел спастись, хан же Сугра был взят в плен. В 1113 году половцы явились у Выря, Олег соединился с Владимиром, и половцы были прогнаны.
Сам женатый на половчанке, воспитывавший в своей семье сына половецкого князя Итларя, в 1107 году Олег женил одного из своих сыновей (согласно Василию Татищеву — Святослава, в летописях имя княжича опущено) на дочери половецкого князя Аепы.
Умер Олег 1 августа 1115 года и был похоронен в Спасо-Преображенском соборе в Чернигове.

## Семья и дети
В историографии нет единого мнения о том, сколько раз был женат Олег Святославич. Некоторые историки полагают, что он женился дважды. По одной версии, первой женой была византийская аристократка Феофано Музалон, а второй — дочь половецкого хана Оселука. По другой — первой женой была половчанка и только потом Олег взял в жены Феофано.
У него было четверо сыновей:
- Всеволод (ум. 1146) — князь Черниговский (1126—1139) и великий князь Киевский (1139—1146)[67].
- Игорь (уб. 1147) — великий князь Киевский (1146)[67].
- Глеб (ум. 1138) — князь Курский[67].
- Святослав (ум. 1164) — князь Новгород-Северский и Черниговский[67].

По мнению некоторых историков, у Олега также была дочь Мария (ум. после 1146) — жена (ок. 1118) польского магната Петра Властовича.

## В литературе
Олег Святославич упоминается в «Слове о полку Игореве» — выдающемся памятнике древнерусской литературы. В этом произведении он назван «Гориславичем». Точное значение этого прозвища неизвестно. По одной из версий, Олег Святославич получил его за свой беспокойный нрав и все те междоусобия, которые он породил и которые принесли столько вреда Русской земле. По другой, «Гориславич» значит «горящий славою», поскольку современники уважали его воинскую удаль. По третьей версии, такое прозвище связано с непростой судьбой Олега и тяготами, которые он перенёс. Согласно ещё одной версии, Гориславом звали его отца, князя Святослава Ярославича. Возможно, это имя было охранительным прозвищем-оберегом, что было распространённой практикой на Руси. На использование им имени Горислав указывает княжеский замок Гориславль (ныне Горислово Брянской области), принадлежавший Святославу Ярославичу.
Были века Трояна, минули годы Ярослава, были и войны Олеговы, Олега Святославича. Тот ведь Олег мечом раздоры ковал и стрелы по земле сеял. Вступает он в золотое стремя в городе Тмуторокани, звон же тoт слышал давний великий Ярославов сын Всеволод, а Владимир каждое утро уши закладывал в Чернигове. Бориса же Вячеславича жажда славы на смерть привела и на Канине зелёную паполому постлала ему за обиду Олега, храброго и молодого князя. С такой же Каялы и Святополк бережно повез отца своего между венгерскими иноходцами к святой Софии, к Киеву. Тогда при Олеге Гориславиче сеялись и прорастали усобицы, гибло достояние Даждь-Божьих внуков, в княжеских распрях век людской сокращался. Тогда на Русской земле редко пахари покрикивали, но часто вороны граяли, трупы между собой деля, а галки по-своему говорили, собираясь лететь на поживу.
Олег Святославич стал персонажем романа Антонина Ладинского «Последний путь Владимира Мономаха».